# 佐尼依·蒂博尔
佐尼依·蒂博尔（匈牙利語：Szőnyi Tibor，1903年12月31日—1949年10月15日），匈牙利共产党，医生，匈牙利国会议员，1949年被处以绞刑。1955年平反。1956年重新安葬。